# Слободские Дубровки
Слободские Дубровки — село в Краснослободском районе в составе Республики Мордовия Российской Федерации.. 
Образует Слободско-Дубровское сельское поселение.
Находится в 15 км к западу от города Краснослободска и в 120 км к западу от Саранска.

## Население
| 2002 | 2010 | 2012 | 2013 | 2014 | 2015 | 2016 |
| ---- | ---- | ---- | ---- | ---- | ---- | ---- |
| 562  | ↘505 | ↘484 | ↘473 | ↘458 | ↘448 | ↘432 |
| 2017 | 2018 | 2019 | 2020 | 2021 |      |      |
| ↘427 | ↘421 | ↘407 | ↘399 | ↗441 |      |      |

Население в основном русские.